# 巴拉赫納
56°29′N 43°37′E / 56.483°N 43.617°E

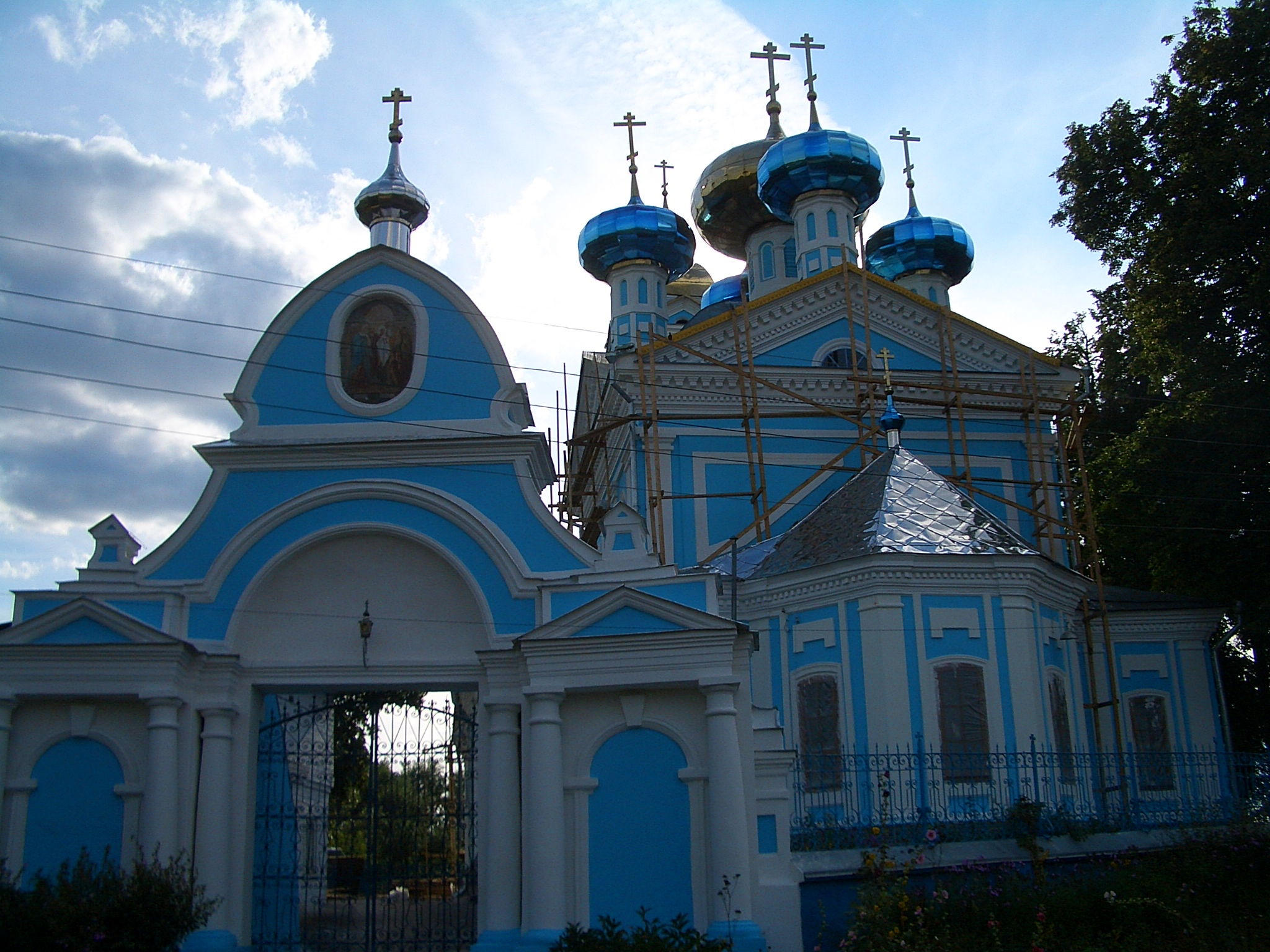

巴拉赫納（俄语：Балахна́）是俄羅斯下諾夫哥羅德州西部的一個城市、巴拉赫納區縣治。位於伏爾加河右岸，北距下諾夫哥羅德32公里。2002年人口57,338人。
1474年設市。